# فریگیت کلاس هورتنس
فریگیت کلاس هورتنس (به انگلیسی: Hortense-class frigate) یک کلاس از کشتی است که طول آن 46.77 metres می‌باشد.